# Valentine Bargmann
Valentine "Valya" Bargmann (né le 6 avril 1908 à Berlin, Allemagne – mort le 20 juillet 1989 à Princeton) est un mathématicien et physicien américain d'origine allemande. Il a notamment formulé les équations de Bargmann-Wigner (en) avec Eugene Wigner (1948),. Il a également participé à la formulation de l'équation de Bargmann-Michel-Telegdi (1959), établi la limite de Bargmann (en) (1952) et travaillé à l'élaboration de l'espace de Segal-Bargmann (en) (1961).
Valentine Bargmann est élu à l'Académie américaine des arts et des sciences en 1968 et obtient la médaille Wigner en 1978, en même temps que Wigner lui-même, lors de l'inauguration du prix. En 1988, il reçoit la médaille Max-Planck remise par la Deutsche Physikalische Gesellschaft.

## Biographie
Bargmann fait ses études à Berlin de 1925 à 1933. Après la Machtergreifung, il déménage en Suisse et fréquente l'université de Zurich, où il obtient un Ph.D. sous la direction de Gregor Wentzel.
Bargmann émigre par la suite aux États-Unis. Il travaille comme assistant d'Albert Einstein à l'Institute for Advanced Study de Princeton de 1937 à 1946. Les deux hommes, avec Peter Bergmann, travailleront notamment sur la forme classique de la théorie de Kaluza-Klein en cinq dimensions (1941).
À partir de 1946, Bargmann enseigne à l'université de Princeton et ce, jusqu'à la fin de sa carrière.